# 4996 Veisberg
4996 Veisberg è un asteroide della fascia principale. Scoperto nel 1986, presenta un'orbita caratterizzata da un semiasse maggiore pari a 2,5459810 UA e da un'eccentricità di 0,2415029, inclinata di 5,09655° rispetto all'eclittica.